# Suhaja
Suhaja är en ort i Kroatien.   Den ligger i länet Bjelovar-Bilogoras län, i den nordöstra delen av landet, 50 km öster om huvudstaden Zagreb. Suhaja ligger 148 meter över havet och antalet invånare är 204.
Terrängen runt Suhaja är huvudsakligen platt, men söderut är den kuperad. Runt Suhaja är det ganska glesbefolkat, med 36 invånare per kvadratkilometer. Närmaste större samhälle är Ivanić-Grad, 18,3 km väster om Suhaja. I omgivningarna runt Suhaja växer i huvudsak lövfällande lövskog.